# 迷路的小狗與雨點的節拍
《迷路的小狗與雨點的節拍》（日语：迷子犬と雨のビート）是日本搖滾樂團ASIAN KUNG-FU GENERATION的第15張單曲。
此外，這首歌曲「迷子犬」的日文念法不是念作，而是。

## 概要
《迷路的小狗與雨點的節拍》是自從ASIAN KUNG-FU GENERATION的上一張單曲《Solanin》之後，相隔2個月發行的最新單曲。該歌曲曾在2010年4月下旬至7月播出的富士電視台電視動畫《四疊半神話大系》當作片頭主題曲使用，也是自2007年發行第10張單曲《黑夜之後》以來，睽違2年半再度被採用當作動畫主題曲使用的單曲。

## 收錄歌曲
所有歌曲由後藤正文作詞，ASIAN KUNG-FU GENERATION編曲。
1. 迷路的小狗與雨點的節拍
  - 作曲：後藤正文
  - 富士電視台電視動畫《四疊半神話大系》片頭主題曲。另外，負責CD封面插圖的插畫家中村佑介也在動畫擔任人物原案。
  - 後藤說「這首是到目前為止更讓我會心製作的歌曲」[1]。
2. 雨上希望
  - 作曲：後藤正文、山田貴洋

## 收錄專輯
- Magic Disk（日语：マジックディスク）（#1）

## 腳註

### 來源
1. ↑  出自後藤2010年7月5日在Twitter進行的質問。

## 相關項目
- Scenarioart（日语：シナリオアート）－日本搖滾樂團。曾在《四疊半神話大系》的特別播送版擔任片頭曲「迷路的小狗與雨點的節拍」的翻唱。